# Problematiskt drogbruk
Problematiskt drogbruk (eng. problem drug use, ibland översatt problematiskt drogmissbruk) är ett begrepp som används inom EU:s narkotikastatistik. Begreppet såsom det används har förvisso en exakt definition, men en del länder tillåter sig använda utvidgade eller avgränsade definitioner i sin statistikinsamling. Den utvidgade svenska motsvarigheten kallas för Tungt narkotikamissbruk. 
Europeiska centrumet för kontroll av narkotika och narkotikamissbruk (ECNN) använder definitionen ”injektionsanvändning eller långvarig/vanemässig användning av opiater, kokain och/eller amfetaminer”. Av hävd innefattas även användning av syntetiska opioider, som metadon, i denna definition. Problematiskt narkotikamissbruk skattas utifrån iakttagbara beteenden och konsumtionsmönster hos de "administrativt synliga" narkomanerna, men säger i sig inget om arten av problem. Begreppet anses dock värdefullt för att ta fram bättre skattningar av den grupp narkotikaanvändare som utgör de huvudsakliga klienterna i europeisk behandlingsvård.
Som statistiskt begrepp blev det etablerat på 1980-talet då heroinmissbruk och injektionsmissbruk sågs som de tyngsta beståndsdelarna i det drogproblem som krävde övervakning. Missbruk av till exempel Cannabis samt Ecstasy, LSD och många andra syntetiska droger inkluderas inte av ECNN - men kan inkluderas av enskilda medlemsstater; i de fallen utgör de dock bara en mycket liten andel av de problematiska drogbrukarna (som Sverige nedan). Andra medlemsstater exkluderar allt utom heroin eller andra opiater; detta anses i så fall mer problematiskt, om inte förr så nu, då kokain och, till viss del, annan centralstimulantia blir allt populärare runt om i Europa.
Det svenska tunga narkotikamissbruket uppskattas genom att låta socialtjänst, polis, kriminalvård, behandlingshem och andra institutioner som kommer i kontakt med narkotikamissbrukare rapportera hur många personer de kommer i kontakt med under en sex månaders period som de vet använder narkotika. Med "använder narkotika" menas allt injektionsbruk, oavsett medel, och all daglig eller nästan daglig användning av all narkotika, oavsett intagningssätt.
Utifrån det underlaget har antalet tunga narkotikamissbrukare i Sverige uppskattas till 26 000 - 30 000, varav de flesta är amfetaminister eller olika typer av blandmissbrukare med amfetamin som huvuddrog, följt av opiater och olika typer av blandmissbruk med opiater. Blandmissbruk är över huvud taget vanligt bland tunga narkomaner och som del av det hade 54% använt cannabis det senaste året, och man beräknar dessutom att en klar majoritet av de tunga narkomanerna konsumerar alkohol på ett sätt som bäst beskrivs som missbruk. Rent cannabismissbruk, eller missbruk av "syntetiska droger" är ovanligare och år 1998 utgjorde de några enstaka procent av alla tunga narkotikamissbrukare i Sverige.